# Sint-Willibrorduskerk (Heiloo)
De Sint-Willibrorduskerk is de derde kerk die gewijd is aan Sint Willibrordus in het Noord-Hollandse dorp Heiloo. De eerste Sint-Willibrorduskerk werd in 1681 in gebruik genomen, de tweede in 1868 en de huidige in 1927.

## Geschiedenis
De eerste Sint-Willibrorduskerk in Heiloo was een zogenaamde schuurkerk, een schuilkerk dus. Deze werd in 1868 gesloopt om plaats te maken voor een neogotische kerk van de hand van Herman Jan van den Brink. Deze kerk werd in 1925 gesloopt om plaats te maken voor de huidige kerk, ontworpen door Jan Stuyt, die in 1927 de deuren opende. 
De kerk is begin deze eeuw gerestaureerd en het interieur werd gemoderniseerd omdat de kerk de functie van centrale kerk in Heiloo overnam van de Moeder Godskerk, nu Ter Coulsterkerk. De Ter Coulsterkerk is toen verkocht aan de Protestantse Gemeente Heiloo.

## Exterieur
De kerk heeft de vorm van een kruisbasiliek, de zijbeuken steken relatief ver opzij. De kerktoren bevindt zich rechts van het portaal, naast de voorgevel. Op de hoek van de toren staat een sculptuur van Sint Willibrordus, dat oorspronkelijk onderdeel was van de kerk uit 1868.